# Norman Leavitt
Norman Leavitt (Lansing, 1º dicembre 1913 – Solvang, 11 dicembre 2005) è stato un attore statunitense.

## Biografia
Norman Leavitt nacque a Lansing, nel Michigan, il 1º dicembre 1913.
Ha recitato in oltre cento film dal 1946 al 1975 ed è apparso in oltre cento serie televisive dal 1952 al 1978. È stato accreditato anche con i nomi Noman Leavitt, Norm Leavitt e Norman Levitt. Viene ricordato per i suoi ruoli di Folsom nel film Il pistolero Jessie James (1960) e del maggiordomo marziano dello scienziato Emil Sitka nel film The Three Stooges in Orbit (1962) con i tre marmittoni.
Morì a Solvang, contea di Santa Barbara, l'11 dicembre 2005.

## Filmografia

### Cinema
- Le ragazze di Harvey (The Harvey Girls), regia di George Sidney (1946)
- Idea Girl, regia di Will Jason (1946) (non accreditato)
- The Spider Woman Strikes Back, regia di Arthur Lubin (1946)
- The Hoodlum Saint, regia di Norman Taurog (1946) (non accreditato)
- Due sorelle di Boston (Two Sisters from Boston), regia di Henry Koster (1946) (non accreditato)
- Anche oggi è primavera (The Runaround), regia di Charles Lamont (1946) (non accreditato)
- I briganti (The Michigan Kid), regia di Ray Taylor (1947) (non accreditato)
- La danza incompiuta (The Unfinished Dance), regia di Henry Koster (1947) (non accreditato)
- L'amante immortale (Daisy Kenyon), regia di Otto Preminger (1947) (non accreditato)
- Peccatori senza peccato (If Winter Comes), regia di Victor Saville (1947) (non accreditato)
- Il tempo si è fermato (The Big Clock), regia di John Farrow (1948) (non accreditato)
- Best Man Wins, regia di John Sturges (1948) (non accreditato)
- Scandalo internazionale (A Foreign Affair), regia di Billy Wilder (1948) (non accreditato)
- Le mura di Gerico (The Walls of Jericho), regia di John M. Stahl (1948) (non accreditato)
- L'isola del desiderio (The Luck of the Irish), regia di Henry Koster (1948) (non accreditato)
- Music Man, regia di Will Jason (1948)
- I tre moschettieri (The Three Musketeers), regia di George Sidney (1948) (non accreditato)
- Quel meraviglioso desiderio (That Wonderful Urge), regia di Robert B. Sinclair (1948) (non accreditato)
- Cielo giallo (Yellow Sky), regia di William A. Wellman (1948) (non accreditato)
- Sgomento (The Reckless Moment), regia di Max Ophüls (1949) (non accreditato)
- Il grande amante (The Great Lover), regia di Alexander Hall (1949) (non accreditato)
- L'ispettore generale (The Inspector General), regia di Henry Koster (1949) (non accreditato)
- Mule Train, regia di John English (1950) (non accreditato)
- Lo scandalo della sua vita (A Woman of Distinction), regia di Edward Buzzell (1950) (non accreditato)
- La via della morte (Side Street), regia di Anthony Mann (1950) (non accreditato)
- La Venere di Chicago (Wabash Avenue), regia di Henry Koster (1950) (non accreditato)
- La leggenda dell'arciere di fuoco (The Flame and the Arrow), regia di Jacques Tourneur (1950) (non accreditato)
- Nessuno deve amarti (The Return of Jesse James), regia di Arthur Hilton (1950)
- Harvey, regia di Henry Koster (1950) (non accreditato)
- La città del terrore (The Killer That Stalked New York), regia di Earl McEvoy (1950) (non accreditato)
- Il sentiero degli Apaches (California Passage), regia di Joseph Kane (1950) (non accreditato)
- La valle della vendetta (Vengeance Valley), regia di Richard Thorpe (1951) (non accreditato)
- La prova del fuoco (The Red Badge of Courage), regia di John Huston (1951) (non accreditato)
- M, regia di Joseph Losey (1951) (non accreditato)
- Show Boat, regia di George Sidney (1951) (non accreditato)
- Comin' Round the Mountain, regia di Charles Lamont (1951)
- Mr. belvedere suona la campana (Mr. Belvedere Rings the Bell), regia di Henry Koster (1951) (non accreditato)
- Il bandito di York (The Lady and the Bandit), regia di Ralph Murphy (1951)
- A sud rullano i tamburi (Drums in the Deep South), regia di William Cameron Menzies (1951) (non accreditato)
- Il cantante matto (The Stooge), regia di Norman Taurog (1951) (non accreditato)
- Fuga d'amore (Elopement), regia di Henry Koster (1951) (non accreditato)
- La jena del Missouri (The Bushwhackers), regia di Rod Amateau (1952)
- For Men Only, regia di Paul Henreid (1952) (non accreditato)
- Gli ammutinati dell'Atlantico (Mutiny), regia di Edward Dmytryk (1952) (non accreditato)
- L'ultima minaccia (Deadline - U.S.A.), regia di Richard Brooks (1952) (non accreditato)
- Il ratto di Capo Rosso, episodio de La giostra umana (Full House), regia di Howard Hawks (1952) (non accreditato)
- Il corsaro (Captain Pirate), regia di Ralph Murphy (1952) (non accreditato)
- La vedova allegra (The Merry Widow), regia di Curtis Bernhardt (1952) (non accreditato)
- Qualcuno mi ama (Somebody Loves Me), regia di Irving Brecher (1952) (non accreditato)
- Squilli di primavera (Stars and Stripes Forever), regia di Henry Koster (1952) (non accreditato)
- Polizia militare (Off Limits), regia di George Marshall (1953)
- Gardenia blu (The Blue Gardenia), regia di Fritz Lang (1953) (non accreditato)
- Cavalca vaquero! (Ride, Vaquero!), regia di John Farrow (1953) (non accreditato)
- Il territorio dei fuorilegge (Hannah Lee: An American Primitive), regia di Lee Garmes e John Ireland (1953) (non accreditato)
- Notturno selvaggio (The Moonlighter), regia di Roy Rowland (1953)
- L'ultimo bersaglio (Combat Squad), regia di Cy Roth (1953)
- 12 metri d'amore (The Long, Long Trailer), regia di Vincente Minnelli (1954) (non accreditato)
- Più vivo che morto (Living It Up), regia di Norman Taurog (1954) (non accreditato)
- Il kentuckiano (The Kentuckian), regia di Burt Lancaster (1955) (non accreditato)
- Uno straniero tra gli angeli (Kismet), regia di Vincente Minnelli e Stanley Donen (1955) (non accreditato)
- It's a Dog's Life, regia di Herman Hoffman (1955) (non accreditato)
- La città corrotta (Inside Detroit), regia di Fred F. Sears (1956)
- I rapinatori del passo (Fury at Gunsight Pass), regia di Fred F. Sears (1956) (non accreditato)
- When Gangland Strikes, regia di R.G. Springsteen (1956) (non accreditato)
- La frustata (Backlash), regia di John Sturges (1956) (non accreditato)
- I dieci comandamenti (The Ten Commandments), regia di Cecil B. DeMille (1956) (non accreditato)
- La legge del Signore (Friendly Persuasion), regia di William Wyler (1956) (non accreditato)
- Ostaggi dei banditi (Stagecoach to Fury), regia di William F. Claxton (1956)
- Sfida al tramonto (The Brass Legend), regia di Gerd Oswald (1956)
- Una pistola tranquilla (The Quiet Gun), regia di William F. Claxton (1957) (non accreditato)
- L'ombra alla finestra (The Shadow on the Window), regia di William Asher (1957) (non accreditato)
- La belva del Colorado (Fury at Showdown), regia di Gerd Oswald (1957)
- L'aquila solitaria (The Spirit of St. Louis), regia di Billy Wilder (1957) (non accreditato)
- La strada dell'oro (The Way to the Gold), regia di Robert D. Webb (1957) (non accreditato)
- The Buckskin Lady, regia di Carl K. Hittleman (1957) (non accreditato)
- God Is My Partner, regia di William F. Claxton (1957) (non accreditato)
- La donna del ranchero (Valerie), regia di Gerd Oswald (1957) (non accreditato)
- Fbi squadra omicidi (The Girl in Black Stockings), regia di Howard W. Koch (1957)
- Rockabilly Baby, regia di William F. Claxton (1957)
- Teenage Monster, regia di Jacques R. Marquette (1958)
- Live Fast, Die Young, regia di Paul Henreid (1958)
- La vera storia di Lucky Welsh (Showdown at Boot Hill), regia di Gene Fowler Jr. (1958) (non accreditato)
- Furia selvaggia - Billy Kid (The Left Handed Gun), regia di Arthur Penn (1958) (non accreditato)
- La legge del più forte (The Sheepman), regia di George Marshall (1958) (non accreditato)
- The Rookie, regia di George O'Hanlon (1959)
- Il figlio di giuda (Elmer Gantry), regia di Richard Brooks (1960) (non accreditato)
- Il pistolero Jessie James (Young Jesse James), regia di William F. Claxton (1960)
- Un adulterio difficile (The Facts of Life), regia di Melvin Frank (1960) (non accreditato)
- Il cenerentolo (Cinderfella), regia di Frank Tashlin (1960) (non accreditato)
- Swingin' Along, regia di Charles Barton (1961) (non accreditato)
- Saintly Sinners, regia di Jean Yarbrough (1962)
- The Three Stooges in Orbit, regia di Edward Bernds (1962)
- Rodaggio matrimoniale (Period of Adjustment), regia di George Roy Hill (1962) (non accreditato)
- La ragazza più bella del mondo (Billy Rose's Jumbo), regia di Charles Walters (1962)
- Il collare di ferro (Showdown), regia di R.G. Springsteen (1963) (non accreditato)
- Magia d'estate (Summer Magic), regia di James Neilson (1963) (non accreditato)
- Jerry 8¾ (The Patsy), regia di Jerry Lewis (1964) (non accreditato)
- In cerca d'amore (Looking for Love), regia di Don Weis (1964) (non accreditato)
- I 7 magnifici Jerry (The Family Jewels), regia di Jerry Lewis (1965) (non accreditato)
- McHale's Navy Joins the Air Force, regia di Edward Montagne (1965)
- Un bikini per Didi (Boy, Did I Get a Wrong Number!), regia di George Marshall (1966) (non accreditato)
- La ragazza yè yè (The Swinger), regia di George Sidney (1966) (non accreditato)
- C'è un uomo nel letto di mamma (With Six You Get Eggroll), regia di Howard Morris (1968) (non accreditato)
- Jerryssimo! (Hook, Line and Sinker), regia di George Marshall (1969) (non accreditato)
- Scusi, dov'è il fronte? (Which Way to the Front?), regia di Jerry Lewis (1970) (non accreditato)
- Uomini e cobra (There Was a Crooked Man...), regia di Joseph L. Mankiewicz (1970) (non accreditato)
- Il divorzio è fatto per amare (The Marriage of a Young Stockbroker), regia di Lawrence Turman (1971)
- Il giorno della locusta (The Day of the Locust), regia di John Schlesinger (1975)

### Televisione
- The Adventures of Kit Carson – serie TV, episodio 1x22 (1952)
- The Roy Rogers Show – serie TV, episodi 1x23-3x04 (1952-1953)
- Waterfront – serie TV, episodi 1x09-1x11 (1954)
- Mr. & Mrs. North – serie TV, episodio 2x06 (1954)
- Schlitz Playhouse of Stars – serie TV, 2 episodi 2x09-3x01-3x33 (1952-1954)
- Mickey Rooney Show (The Mickey Rooney Show) – serie TV, episodio 1x05 (1954)
- The Adventures of Falcon – serie TV, episodio 1x31 (1955)
- Stories of the Century – serie TV, episodio 2x09 (1955)
- The Pepsi-Cola Playhouse – serie TV, episodio 2x24 (1955)
- The Millionaire – serie TV, episodio 1x22 (1955)
- Soldiers of Fortune – serie TV, episodio 1x22 (1955)
- The Ford Television Theatre – serie TV, episodio 4x17 (1956)
- Celebrity Playhouse – serie TV, episodio 1x21 (1956)
- The 20th Century-Fox Hour – serie TV, episodio 1x13 (1956)
- General Electric Theater – serie TV, 4 episodi (1953-1956)
- Studio 57 – serie TV, episodi 1x10-1x39-3x11 (1954-1956)
- Avventure in elicottero (Whirlybirds) – serie TV, episodio 1x01 (1957)
- Navy Log – serie TV, episodio 2x32 (1957)
- The Gale Storm Show: Oh, Susanna! – serie TV, episodio 1x33 (1957)
- Panico (Panic!) – serie TV, episodio 1x16 (1957)
- Corky, il ragazzo del circo (Circus Boy) – serie TV, episodi 1x27-2x01 (1957)
- Le avventure di Rin Tin Tin (The Adventures of Rin Tin Tin) – serie TV, episodi 2x03-4x04 (1955-1957)
- Tales of the Texas Rangers – serie TV, episodio 2x07 (1957)
- Code 3 – serie TV, episodio 1x37 (1957)
- Casey Jones – serie TV, 4 episodi (1957)
- The Silent Service – serie TV, episodi 2x05-2x04 (1957-1958)
- State Trooper – serie TV, episodi 1x06-2x17 (1956-1958)
- The Life of Riley – serie TV, episodio 6x31 (1958)
- Rescue 8 – serie TV, episodio 1x05 (1958)
- Flight – serie TV, episodio 1x25 (1958)
- December Bride – serie TV, 6 episodi (1954-1958)
- Cimarron City – serie TV, episodio 1x16 (1959)
- Disneyland – serie TV, episodio 5x23 (1959)
- Trackdown – serie TV, 26 episodi (1958-1959)
- Fibber McGee and Molly – serie TV, episodio 1x04 (1959)
- Man with a Camera – serie TV, episodio 2x05 (1959)
- Westinghouse Desilu Playhouse – serie TV, episodi 1x05-2x08 (1958-1959)
- Peter Gunn – serie TV, episodio 2x11 (1959)
- Men Into Space – serie TV, episodio 1x11 (1959)
- One Step Beyond – serie TV, episodio 2x21 (1960)
- June Allyson Show (The DuPont Show with June Allyson) – serie TV, episodi 1x02-1x22 (1959-1960)
- Pony Express – serie TV, episodio 1x01 (1960)
- The Texan – serie TV, episodi 1x05-1x31-2x29 (1958-1960)
- The Lucy-Desi Comedy Hour – serie TV, episodi 1x03-1x04-3x03 (1958-1960)
- Il carissimo Billy (Leave It to Beaver) – serie TV, episodio 3x29 (1960)
- Il tenente Ballinger (M Squad) – serie TV, episodi 3x13-3x32 (1959-1960)
- Le grandi fiabe (Shirley Temple's Storybook) – serie TV, episodio 2x01 (1960)
- Bachelor Father – serie TV, episodio 4x04 (1960)
- The Brothers Brannagan – serie TV, episodio 1x14 (1961)
- Michael Shayne – serie TV episodio 1x22 (1961)
- Le leggendarie imprese di Wyatt Earp (The Life and Legend of Wyatt Earp) – serie TV, episodi 6x15-6x23 (1961)
- Gunslinger – serie TV, episodio 1x07 (1961)
- Maverick – serie TV, episodi 3x22-4x29 (1960-1961)
- Carovana (Stagecoach West) – serie TV, episodi 1x01-1x31 (1960-1961)
- Gli intoccabili (The Untouchables) – serie TV, episodio 2x22 (1961)
- Whispering Smith – serie TV, episodio 1x09 (1961)
- Tales of Wells Fargo – serie TV, episodi 2x11-5x26-6x01 (1957-1961)
- Dennis the Menace – serie TV, 4 episodi (1959-1961)
- The Bob Cummings Show – serie TV, episodio 1x04 (1961)
- Frontier Circus – serie TV, episodio 1x04 (1961)
- Fred Astaire (Alcoa Premiere) – serie TV, episodio 1x05 (1961)
- The Hathaways – serie TV, episodio 1x10 (1961)
- Ripcord – serie TV, episodio 1x36 (1962)
- Scacco matto (Checkmate) – serie TV, episodi 1x17-1x24-2x12 (1961-1962)
- Hazel – serie TV, episodi 1x03-1x17 (1961-1962)
- Outlaws – serie TV, episodi 1x11-2x16 (1961-1962)
- Thriller – serie TV, episodi 1x13-2x20 (1960-1962)
- Alfred Hitchcock presenta (Alfred Hitchcock Presents) – serie TV, 4 episodi (1956-1962)
- Mr. Smith Goes to Washington – serie TV, episodio 1x02 (1962)
- Cheyenne – serie TV, episodio 7x06 (1962)
- Going My Way – serie TV, episodio 1x12 (1962)
- The Andy Griffith Show – serie TV, 6 episodi (1960-1963)
- The New Loretta Young Show – serie TV, episodi 1x17-1x22 (1963)
- Lassie – serie TV, episodio 9x17 (1963)
- Perry Mason – serie TV, 5 episodi (1957-1963)
- The Rifleman – serie TV, episodi 3x27-5x21 (1961-1963)
- Wide Country – serie TV, episodio 1x23 (1963)
- The Jack Benny Program – serie TV, episodio 13x24 (1963)
- Laramie – serie TV, 14 episodi (1959-1963)
- Dakota (The Dakotas) – serie TV, episodio 1x15 (1963)
- Gunsmoke – serie TV, episodi 8x16-8x34 (1962-1963)
- Il fuggiasco (The Fugitive) – serie TV, episodio 1x06 (1963)
- La legge del Far West (Temple Houston) – serie TV, episodio 1x05 (1963)
- Gli uomini della prateria (Rawhide) – serie TV, 6 episodi (1960-1963)
- Sotto accusa (Arrest and Trial) – serie TV, episodio 1x15 (1964)
- The Travels of Jaimie McPheeters – serie TV, episodio 1x19 (1964)
- Destry – serie TV, episodio 1x03 (1964)
- L'ora di Hitchcock (The Alfred Hitchcock Hour) – serie TV, episodi 1x03-2x04-2x24 (1962-1964)
- Ai confini della realtà (The Twilight Zone) – serie TV, episodio 5x32 (1964)
- Mister Ed, il mulo parlante (Mister Ed) – serie TV, episodi 3x09-3x25-5x01 (1962-1964)
- La legge di Burke (Burke's Law) – serie TV, episodio 2x05 (1964)
- Death Valley Days – serie TV, 4 episodi (1961-1964)
- La famiglia Addams (The Addams Family) – serie TV, episodio 1x16 (1965)
- Lucy Show (The Lucy Show) – serie TV, episodi 1x07-3x21 (1962-1965)
- Carovane verso il west (Wagon Train) – serie TV, 11 episodi (1957-1965)
- The Crisis (Kraft Suspense Theatre) – serie TV, episodi 1x19-2x04-2x22 (1964-1965)
- A Man Called Shenandoah – serie TV, episodio 1x09 (1965)
- La fattoria dei giorni felici (Green Acres) – serie TV, episodio 1x15 (1965)
- The Beverly Hillbillies – serie TV, episodi 1x29-4x17 (1963-1966)
- Cavaliere solitario (The Loner) – serie TV, episodio 1x18 (1966)
- Petticoat Junction – serie TV, episodi 1x09-3x32 (1963-1966)
- Il Calabrone Verde (The Green Hornet) – serie TV, episodio 1x03 (1966)
- Laredo – serie TV, episodi 1x07-1x12-2x14 (1965-1966)
- Organizzazione U.N.C.L.E. (The Man from U.N.C.L.E.) – serie TV, episodio 3x27 (1967)
- Bonanza – serie TV, 9 episodi (1960-1967)
- Lost in Space – serie TV, episodio 3x02 (1967)
- La grande vallata (The Big Valley) – serie TV, episodio 3x16 (1968)
- I giorni di Bryan (Run for Your Life) – serie TV, episodio 3x17 (1968)
- Cimarron Strip – serie TV, episodio 1x21 (1968)
- Il grande teatro del west (The Guns of Will Sonnett) – serie TV, episodi 1x15-2x01 (1967-1968)
- Selvaggio west (The Wild Wild West) – serie TV, episodi 4x15-4x22 (1969)
- Reporter alla ribalta (The Name of the Game) – serie TV, episodio 2x20 (1970)
- Daniel Boone – serie TV, episodi 1x27-4x25-6x26 (1965-1970)
- Il virginiano (The Virginian) – serie TV, 9 episodi (1964-1970)
- Due onesti fuorilegge (Alias Smith and Jones) – serie TV, episodio 1x05 (1971)
- Mayberry R.F.D. – serie TV, 7 episodi (1968-1971)
- Ironside – serie TV, episodi 3x14-5x19 (1969-1972)
- Longstreet – serie TV, episodi 1x03-1x23 (1971-1972)
- Kung Fu – serie TV, episodio 1x06 (1973)
- Quincy (Quincy M.E.) – serie TV, episodio 3x17 (1978)